# Episodi di Alice (terza stagione)
La terza stagione della serie televisiva Alice è stata trasmessa negli Stati Uniti dal 24 settembre 1978 al 1º aprile 1979, posizionandosi al 13º posto nei rating Nielsen di fine anno con il 23,2% di penetrazione e con una media superiore ai 17 milioni di spettatori.
| nº | Titolo originale                   | Titolo italiano | Prima TV USA      | Prima TV Italia |
| -- | ---------------------------------- | --------------- | ----------------- | --------------- |
| 1  | Take Him, He's Yours               |                 | 24 settembre 1978 |                 |
| 2  | Car Wars                           |                 | 1 ottobre 1978    |                 |
| 3  | Citizen Mel                        |                 | 8 ottobre 1978    |                 |
| 4  | Vera's Popcorn Romance             |                 | 15 ottobre 1978   |                 |
| 5  | Block Those Kicks                  |                 | 22 ottobre 1978   |                 |
| 6  | What Happened to the Class of '78? |                 | 29 ottobre 1978   |                 |
| 7  | Better Never Than Late             |                 | 5 novembre 1978   |                 |
| 8  | Mel's in a Family Way              |                 | 12 novembre 1978  |                 |
| 9  | Who Ordered the Hot Turkey?        |                 | 19 novembre 1978  |                 |
| 10 | The Happy Hoofers                  |                 | 26 novembre 1978  |                 |
| 11 | A Slight Case of ESP               |                 | 3 dicembre 1978   |                 |
| 12 | The Principal of the Thing         |                 | 10 dicembre 1978  |                 |
| 13 | What're You Doing New Year's Eve?  |                 | 31 dicembre 1978  |                 |
| 14 | Sweet Charity                      |                 | 14 gennaio 1979   |                 |
| 15 | The Fourth Time Around             |                 | 21 gennaio 1979   |                 |
| 16 | Tommy's First Love                 |                 | 28 gennaio 1979   |                 |
| 17 | Mel Grows Up                       |                 | 4 febbraio 1979   |                 |
| 18 | Vera's Broken Heart                |                 | 18 febbraio 1979  |                 |
| 19 | Alice's Decision                   |                 | 25 febbraio 1979  |                 |
| 20 | The Last Stow It: Part 1           |                 | 11 marzo 1979     |                 |
| 21 | The Last Stow It: Part 2           |                 | 11 marzo 1979     |                 |
| 22 | If the Shoe Fits                   |                 | 18 marzo 1979     |                 |
| 23 | My Fair Vera                       |                 | 25 marzo 1979     |                 |
| 24 | Flo Finds Her Father               |                 | 1 aprile 1979     |                 |